# Tetramorium maurum
Tetramorium maurum är en myrart som beskrevs av Santschi 1918. Tetramorium maurum ingår i släktet Tetramorium och familjen myror.

## Underarter
Arten delas in i följande underarter:
- T. m. maurum
- T. m. tingitanum